# Nasjonalmuseet for kunst, arkitektur og design

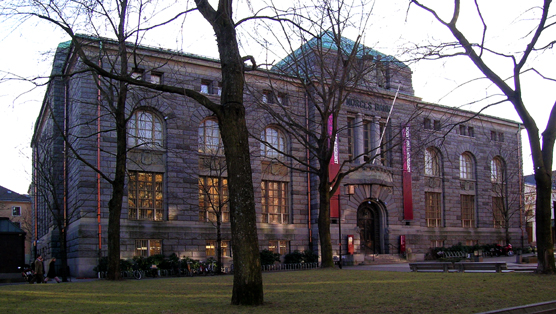
Museet for samtidskunst finns i den tidigare Norges Bank-byggnaden på Bankplassen i Oslo.

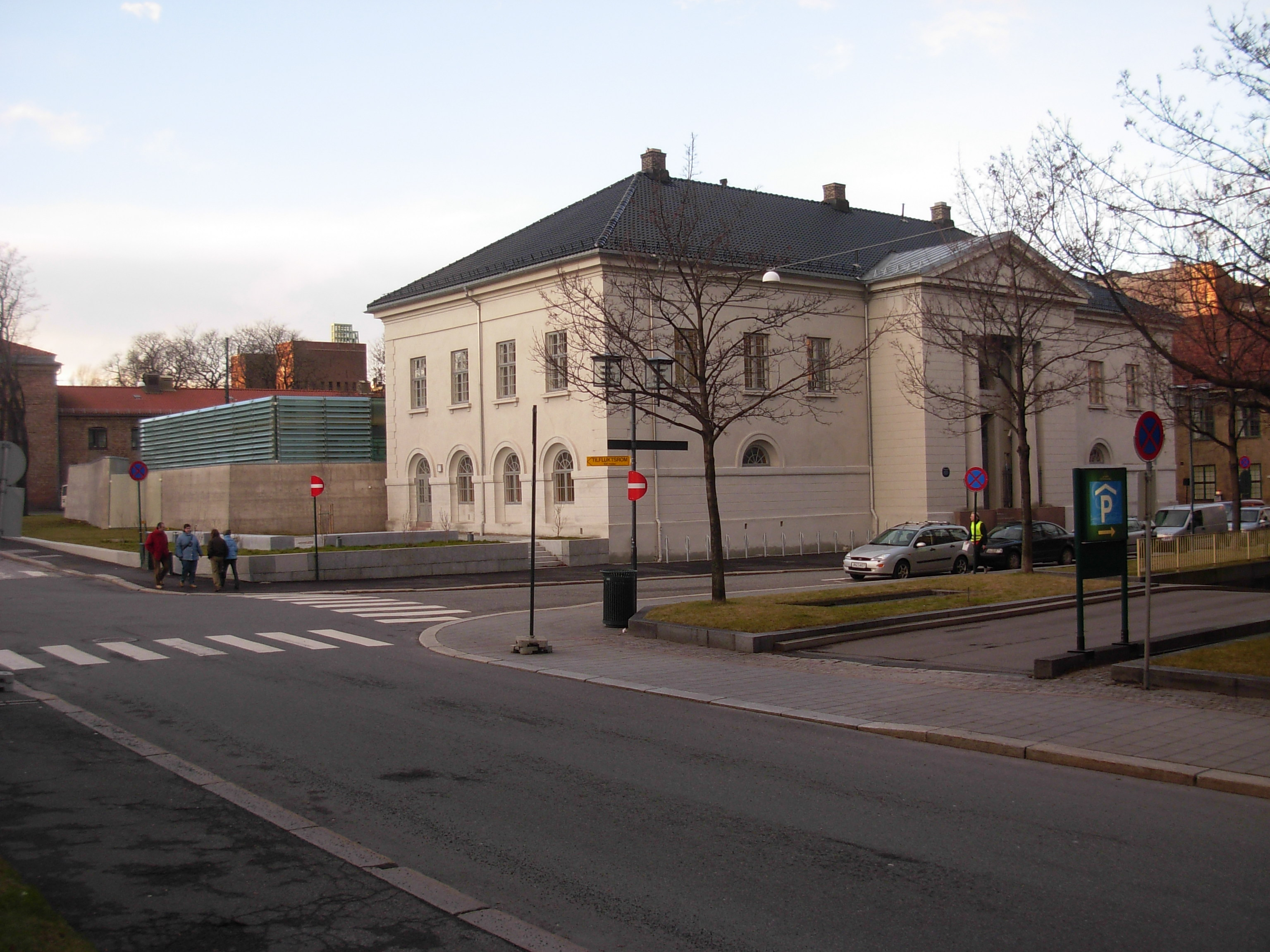
Nasjonalmuseet – Arkitektur.

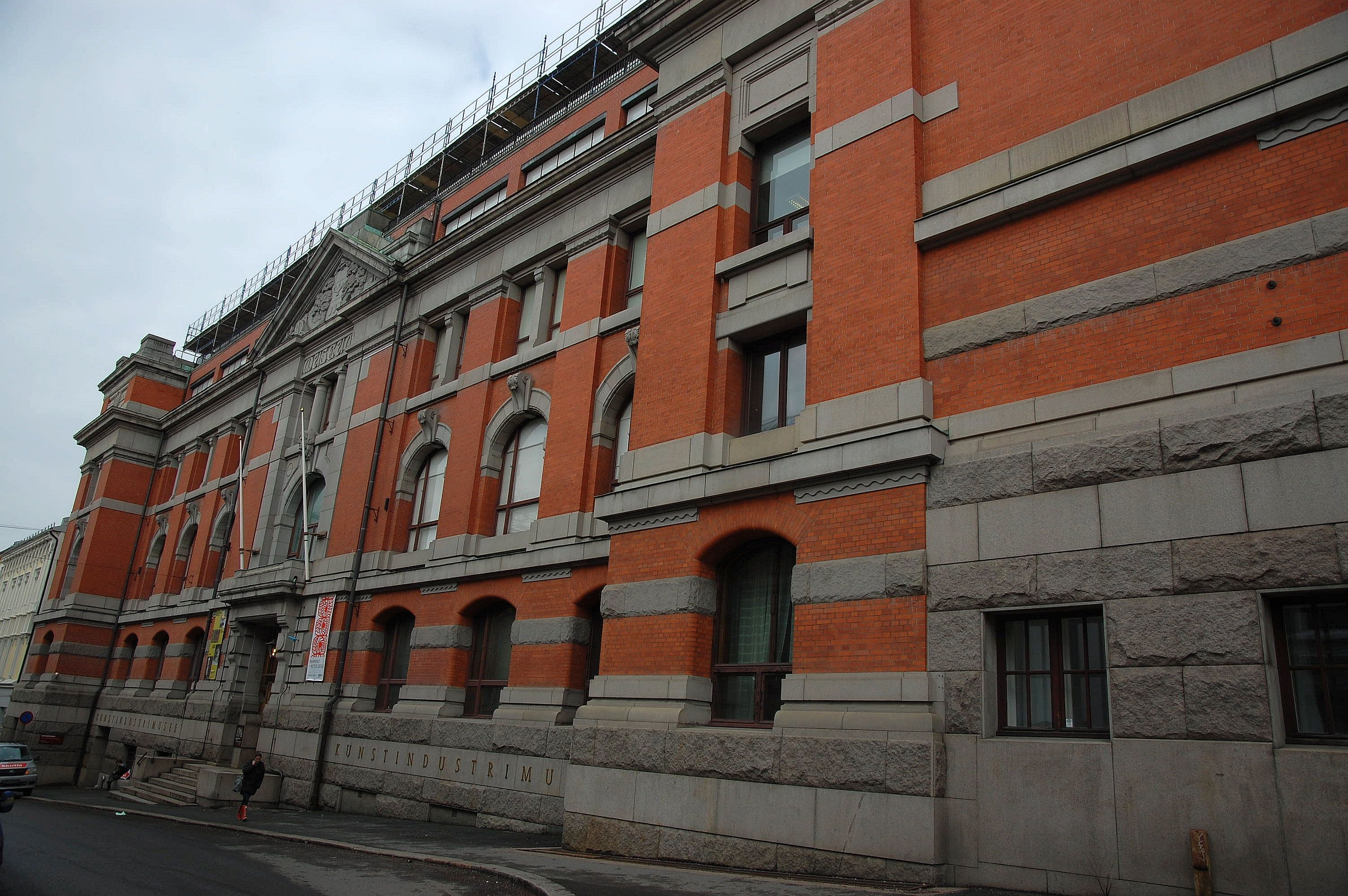
Kunstindustrimuseet.

Nasjonalmuseet for kunst, arkitektur og design eller bara Nasjonalmuseet i Oslo är ett konstmuseum och en stiftelse som är en sammanslagning (2003) av de tidigare institutionerna Arkitekturmuseet, Kunstindustrimuseet, Museet for samtidskunst, Nasjonalgalleriet och Riksutstillinger. Museet har haft sina lokaler på flera platser i centrala Oslo, men en gemensam museibyggnad har uppförts vid Vestbanestasjonen och invigdes 2022.
Direktör för denna stora omstrukturering blev Sune Nordgren som arbetade där mellan 2003 och 2006. Sedan 2017 är danskan Karin Hindsbo direktör.

## Samlingar

### Nasjonalgalleriet
Nasjonalgalleriet grundades 1842 som Den norske stats sentralmuseum for billedkunst, sammanknöts med skulpturmuseet grundat 1871 och kopparsticks- och handteckningssamlingarna grundade 1877 och fick 1920 namnet Nasjonalgalleriet.
Nasjonalgalleriet stängde 2019 inför flytten till den nya gemensamma museibyggnaden. Museet hade sedan 1882 funnits på Universitetsgata i Oslo i en byggnad ritad av Heinrich Ernst Schirmer och Adolf Schirmer. Dess exteriör och interiör k-märktes i januari 2012.
Konsthistorikern Jens Thiis var direktör för Nasjonalgalleriet mellan 1908 och 1941. Under den perioden fick museet större donationer av Olaf Schou (1909), Christopher de Paus (1918) och Christian Langaard (1922).
Museet har bl.a. en samling norskt nationalromantiskt måleri och konst av Edvard Munch. Tyngdpunkten i samlingen av äldre konst ligger på norskt måleri från 1800-talet.

### Museet for samtidskunst
Museet for samtidskunst grundades 1988 i Oslo. Det ligger vid Bankplassen 4 i en byggnad från 1907 (arkitekt Ingvar Hjorth) som tidigare inhyste Norges Bank. Museet inlemmades i Nasjonalmuseet 2003 och har tillfälliga utställningar i de 2 000 m² stora lokalerna. Dess samlingar består av fler än 5 000 norska och utländska verk från perioden 1945 och framåt.
Samlingarna kommer från Riksgalleriet och Nasjonalgalleriet och har kompletterats med senare inköp. Riksgalleriet, från 1992 kallat Riksutstillinger, avvecklades 2005 då förmedlingsansvaret för konst fördes över till Nasjonalmuseets Landsdekkende Program.

### Nasjonalmuseet – Arkitektur
Arkitekturmuseet etablerades av Norske Arkitekters Landsforbund 1975 och inlemmades i juli 2003 i Nasjonalmuseet. Arkitekturmuseets lokaler fanns på Kongens gate 4 fram till 2005, men Nasjonalmuseet öppnade nya utställningslokaler för arkitektur 2008 på Bankplassen 3 i Oslo.
Museet håller till i tre sammanbyggda byggnader. Den äldsta delen är Norges Banks Christianiaavdelning, ritad av Christian H. Grosch och färdig 1830. Snett bakom ligger en tillbyggnad av Sverre Fehn från 2002 och dessutom finns en lagerflygel ritad av Henry Bucher 1911.

## Ny byggnad för Nasjonalmuseet – planerad invigning 2022
En ny byggnad är (2021) under uppförande på Vestbanestasjonens tidigare banområde i centrala Oslo. En arkitekttävling vanns i november 2010 av den tyska firman Kleihues + Schuwerk (Jan Kleihues och Klaus Schuwerk). Ett detaljförslag lämnades våren 2012 till Kulturdepartementet och regeringen presenterade sitt förslag i mars 2013, med en kostnad på 5,3 miljarder norska kronor, och ett beslut togs av Stortinget i juni 2013.
Nybygget ska få en sammanlagd yta på 54 600 m², varav 13 000 m² utställningsytor. Det beräknades öppna 2020, men efter förseningar av leveranser till säkerhetsdörrar flyttades öppningsdatum till våren 2021, därefter till juni 2022. Museet blir då Nordens största konstmuseum.